# Busto de Pushkin en San Petersburgo
El Busto de Pushkin en San Petersburgo o bien Monumento a Alejandro Pushkin (ruso: Памятник А.С. Пушкину) es un busto de bronce que representa al hombre de letras a Alejandro Pushkin (1799-1837). El escultorIvan Schröder fue comisionado en 1899 por el centenario del nacimiento del poeta y se colocó en el centro de la plaza frente a Liceo Imperial Alejandro en Kamennoostrovski, en la ciudad de San Petersburgo al noroeste de Rusia. Dicho instituto es el  heredero del Liceo Tsarskoïe Selo, donde se educó Pushkin. De hecho, la escuela pasó a Tsárskoye Selo en 1843 bajo las órdenes de Nicolás I de Rusia. La escuela cerró en 1918. El busto fue retirado en 1930 para ser colocado dentro del edificios, a continuación, en 1972, fue instalado en las estatuas del museo municipal. Fue colocado solemnemente en 1999 en la Casa Pushkin en el bicentenario del nacimiento del escritor.